# Paracypris politella
Paracypris politella är en kräftdjursart. Paracypris politella ingår i släktet Paracypris och familjen Candonidae. Inga underarter finns listade i Catalogue of Life.